# Jonski otoci
Jonski otoci ili Sedam otoka (gr: Επτάνησα - Eptanisa), kako ih još nazivaju u Grčkoj je skupina od sedam većih i više manjih otoka u Jonskom moru. Čine ih:
- Krf (gr:Κέρκυρα)
- Paksos (gr:Παξοί)
- Lefkada (gr:Λευκάδα)
- Itaka (gr:Ιθάκη)
- Kefalonija (gr:Κεφαλλονιά)
- Zakintos (gr:Ζάκυνθος)
- Kitera (gr:Κύθηρα)

Manji jonski otoci su:
- Antipaksos (gr: Αντιπαξος)

## Zemljopis
Periferija Jonski otoci (Περιφέρεια Ιονίων Νησιών - "Ιόνια νησιά" / Peripheria Ionion Nision - "Ionia Nisia") je jedna od 13 periferija u Grčkoj. Smještena je na krajnjem zapadu zemlje i obuhvaća otoke u Jonskom moru.
Ova periferija je podijeljena na 4 prefekture:
- Prefektura Krf
- Prefektura Kefalonija i Itaka
- Prefektura Lefkada
- Prefektura Zakintos